# Ion Diniță
Ion Diniță (n. 16 martie 1962, Generalisimul Suvorov, România) este un fost politician român, deputat în Parlamentul României în mandatul 2012-2016 din partea PC Brașov.

## Controverse
Ion Diniță a fost cercetat pentru complicitate la abuz în serviciu, dare de mită și spălare de bani într-un dosar instrumentat de DNA în care a fost implicat și fostul președinte al Consiliului Județean Brașov, Aristotel Căncescu.
Pe 18 noiembrie 2014, Camera Deputaților a încuviințat cererea de arestare preventivă a lui Ion Diniță. Ca urmare a arestării sale, Ion Diniță și-a dat demisia din calitatea de deputat, locul acestuia fiind declarat vacant la 1 aprilie 2015.
Acesta a fost trimis în judecată în 17 decembrie 2014. Pe 1 februarie 2022 Ion Diniță a fost condamnat definitiv de Curtea de Apel Brașov la 3 ani de închisoare cu suspendare.